# Herrarnas trampolin i gymnastik vid olympiska sommarspelen 2012
Herrarnas trampolin i gymnastik vid olympiska sommarspelen 2012 avgjordes den 3 augusti 2012 mellan 16 gymnaster från totalt 13 nationer. De deltagande började med en kvaltävling med två olika hoppomgångar (en med obligatoriska moment och en med frivilliga), därefter gick de åtta främsta vidare till en hoppfinal. Där gjorde varje gymnast ett hopp vardera och den med mest poäng vann guld.

## Medaljörer
| Gren                | Guld           | Silver                  | Brons            |
| Herrarnas trampolin | Dong Dong Kina | Dmitrj Usjakov Ryssland | Lu Chunlong Kina |

## Resultat

### Kvaltävling
| Plac. | Gymnast                 | Obligatorisk hoppserie | Frivillig hoppserie | Pen. | Totalt  | Notering |
| ----- | ----------------------- | ---------------------- | ------------------- | ---- | ------- | -------- |
| 1     | Dong Dong (CHN)         | 51.160                 | 61.735              |      | 112.895 | Q        |
| 2     | Dmitrj Usjakov (RUS)    | 50.705                 | 61.900              |      | 112.605 | Q        |
| 3     | Lu Chunlong (CHN)       | 51.064                 | 61.235              |      | 112.299 | Q        |
| 4     | Masaki Ito (JPN)        | 49.990                 | 59.820              |      | 109.810 | Q        |
| 5     | Yasuhiro Ueyama (JPN)   | 49.554                 | 60.255              |      | 109.809 | Q        |
| 6     | Jason Burnett (CAN)     | 49.670                 | 59.395              |      | 109.065 | Q        |
| 7     | Gregoire Pennes (FRA)   | 49.770                 | 57.769              |      | 107.539 | Q        |
| 8     | Nikita Fedorenko (RUS)  | 49.865                 | 57.205              |      | 107.070 | Q        |
| 9     | Henrik Stehlik (GER)    | 48.435                 | 57.630              |      | 106.065 |          |
| 10    | Peter Jensen (DEN)      | 48.915                 | 55.780              |      | 104.695 |          |
| 11    | Flavio Cannone (ITA)    | 47.450                 | 56.720              |      | 104.170 |          |
| 12    | Viachaslau Modzel (BLR) | 47.700                 | 56.180              |      | 103.880 |          |
| 13    | Blake Gaudry (AUS)      | 49.260                 | 34.995              |      | 84.255  |          |
| 14    | Jurij Nikitin (UKR)     | 48.935                 | 30.165              |      | 79.070  |          |
| 15    | Diogo Ganchinho (POR)   | 48.800                 | 12.640              |      | 61.440  |          |
| 16    | Steven Gluckstein (USA) | 48.855                 | 12.165              |      | 61.020  |          |

### Final
| Plac. | Gymnast                | Svårighet | Utförande | Höjd   | Pen. | Totalt | Notering |
| ----- | ---------------------- | --------- | --------- | ------ | ---- | ------ | -------- |
| 1     | Dong Dong (CHN)        | 17.800    | 27.100    | 18.090 |      | 62.990 |          |
| 2     | Dmitrj Usjakov (RUS)   | 17.100    | 26.524    | 18.145 |      | 61.769 |          |
| 3     | Lu Chunlong (CHN)      | 17.100    | 25.849    | 18.370 |      | 61.319 |          |
| 4     | Masaki Ito (JPN)       | 16.600    | 26.300    | 17.995 |      | 60.895 |          |
| 5     | Yasuhiro Ueyama (JPN)  | 16.600    | 25.875    | 17.765 |      | 60.240 |          |
| 6     | Nikita Fedorenko (RUS) | 17.300    | 23.900    | 17.905 |      | 59.105 |          |
| 7     | Gregoire Pennes (FRA)  | 17.100    | 24.500    | 17.205 |      | 58.805 |          |
| 8     | Jason Burnett (CAN)    | 2.200     | 2.600     | 1.915  |      | 6.715  |          |